# А судьи кто?
«А судьи кто?» — крылатая фраза, восходящая к произведению «Горе от ума» русского драматурга Александра Грибоедова, в котором принадлежит главному герою Александру Андреевичу Чацкому. 
В современном фразеологическом понимании обозначает презрение к мнению выступающих судьями авторитетов, которые ничем не лучше, чем те, кого они пытаются порицать или критиковать.

## История
Кандидат филологических наук В. Ю. Кравцова пишет, что источником оборота «А судьи кто?», «о людях, проявляющих некомпетентность и необъективность при высказывании каких-либо мнений, а также об осуждающих других за то, в чем сами, возможно, повинны», служит Новый Завет, где в Послании Иакова говорится: «Един Законодатель и Судия, могущий спасти и погубить: а ты кто, который судишь другого?». При этом, Кравцова считает, что в русский язык данный оборот вошел благодаря использованию в комедии «Горе от ума» в монологе Чацкого (действие 2, явление 5): 

А судьи кто? — за древностию лет
К свободной жизни их вражда непримирима.
Сужденья черпают из забытых газет
Времен очаковских и покоренья Крыма

Произнося данные слова, главный герой произведения Чацкий выражает своё нежелание, чтобы о его поступках говорили люди, которых Чацкий не уважает, хотя эти люди могут являться уважаемыми представителями знатных семей и иметь влияние в обществе.

## Лингвистический анализ
Фраза «А судьи кто?» выступает одним из центральных вопросов комедии в стихах «Горе от ума», содержанием которой является суд одних героев над другими, представленный как откровенно и принципиально лицеприятный. Если произведение классицистического стиля представляет «правильную» картину противостояния добра и зла, в которой четко выражено деление на правых и виноватых, на судящих и судимых, то в комедии Грибоедова ум, который понимается в христианской традиции как способность отличить добро от зла, применяется «судьями» для разоблачения друг друга, неприятия чужих идей и ценностей. 
Крылатое выражение «А судьи кто?» применяется в значении «презрение к мнению авторитетов».

## Оценки
Действительный член Российской академии образования, профессор, доктор педагогических наук Марк Поташник, называя фразу хрестоматийной, считает, что грибоедовский вопрос: «А судьи кто?» является очень актуальным для многих школьных педагогов, и считает, что это не следует забывать руководителям школ, когда им заявляют о необучаемости того или иного ребёнка. Поташник считает, что учитель, который сам не является «безупречно грамотным, хорошо образованным, широко эрудированным во всём, что касается ребёнка» — не может осуждать ребёнка, выносить решения и давать ему оценки.

## Интерпретации
В локальной интерпретации медийного контекста Нижегородской области в середине 2010-х годов эта фраза стала употребляться в отношении к администрации Нижнего Новгорода, выдавшей контракт на создание центра управления дорожным движением ПАО «Ростелеком». Аббревиатура разрабатываемого проекта автоматизированной системы управления дорожным движением — АСУДД начала коррелировать в интерпретации с фразой «А судьи кто?».
А. Г. Цейтлин — советский исследователь наследия Ленина — отметил частое использование последним фразы «а судьи кто?», в которую он, по словам Цейтлина, вкладывал «уничтожающую силу презрения к многочисленным противникам большевизма».